# Acrilonitril
L'acrilonitril és un líquid sintètic, incolor, d'olor penetrant semblant al de la ceba o l'all. Pot dissoldre en aigua i s'evapora ràpidament. Altres noms usats són: acriló, cianoetilè, fumigrà, propilenonitril, BCN, Bentox, cianur de vinil, AN). És un monòmer que s'utilitza en la fabricació de plàstics, com el poliacrilonitril (PAN), o com a dienòfil en una reacció de Diels-Alder. Una barreja d'acrilonitril i tetraclorur de carboni va ser usada com a pesticida en el passat; però, tots els usos com a pesticida han cessat.
Actualment s'utilitza per a la fabricació de fibres tèxtils resistents als agents atmosfèrics i a la llum solar.
Recentment s'ha descobert que hi ha concentracions relativament grans d'aquest compost a l'atmosfera i en la superfície de la lluna Tità. Un equip d'investigadors fins i tot ha suggerit que aquesta molècula podria ser la base per a la formació de membranes cel·lulars d'una vida basada en el metà líquid que tant abunda en aquest satèl·lit.

## Problemàtica mediambiental
A nivell mediambiental, la producció d'acrilonitril requereix un catalitzador amb metalls Bi i Mo com a residu sòlid que es recupera posteriorment en una planta de recuperació de metalls, ja que el reciclatge és convenient donada la perillositat d'aquests metalls sobre el medi ambient. Pel que fa a la producció de residus líquids, es produeix acetonitril en aigües residuals que són emmagatzemades en una piscina dins de la mateixa planta. D'allí passaran a contactors biològics disposats en sèrie. També es produeix HCN que té un tractament químic, de neutralització. Posteriorment, tots aquests efluents passaran a una depuradora d'aigües industrials. Els efluents gasosos que s'han de tenir en compte són els que cremin al cremador: hidrocarburs, sobretot propilè, que produeixen emissions de CO i CO₂.

## Seguretat i higiene
En la producció d'acrilonitril s'hauran de tenir en compte una sèrie de factors referits a seguretat i higiene, com són les proteccions contra incendis dins de la planta de producció, límits exteriors de les instal·lacions, seguretat en canonades, ventilació dels tancs, seguretat en els tancs d'emmagatzematge i en les zones de càrrega i descàrrega, sobretot en la protecció de riscos professionals enfront dels productes a tractar (acrilonitril, acetonitril, HCN i àcid sulfúric).